# 小滝透
小滝 透（こたき とおる、1948年9月27日 - ）は、日本出身のジャーナリスト、ノンフィクション作家である。

## 来歴
京都府京都市出身。
盛岡市立桜城小学校卒、京都市立旭丘中学卒、京都市立紫野高校卒、金沢大学法文学部文学科中退、サウジアラビア王立リヤド大学文学部アラビック・インスティチュート卒、ノンフィクション作家。主として、宗教、歴史、政治等をフィールドとする。第2回・第9回毎日21世紀賞を受賞。これを契機に作家活動を始める。
金沢大学在学中は全共闘運動に参加。運動の終息期に師・築山力（蒙古善隣協会・興亜義塾モンゴル班三期生出身）に勧められ、イスラム青年同盟を結成。全共闘の友人らと共にアラブ・イスラーム世界に留学。小滝自身はサウジアラビアでアラビア語とイスラームを学ぶ。他の留学生はパキスタン、アフガニスタン、イラン、シリア、エジプト、ネパール等におもむき言葉と文化を学ぶ。帰国後は、一年間高野山専修学院（密道場）で修行僧として過ごす。それが機縁で、1991年に、エルサレムで開かれた国際体外受精学会の全体シンポジウムに招待され、仏教代表として参加（他にユダヤ教、キリスト教、イスラームの代表が参加）。
ちなみに、ライフワークはサハラ砂漠でのキャラバン行。1973年、初めてバイクで訪れたサハラ砂漠に惹かれ、その後繰り返しラクダによる塩のキャラバンに参加し、また実弟（檜・晶）と共にメッカを目指してラクダによるサハラ横断を敢行する。この内、サハラ最奥部の岩塩産地タウデニ（マリ共和国）へのキャラバン行は「本上まなみ・夢の旅――サハラの風に吹かれて（2005年1月4日）」としてテレビ放映（FNN）となっている。
政治運動に関しては、師・築山の遺訓を受け、内モンゴルの中国からの分離独立運動（内モンゴル独立運動）を支援し、モンゴル語・日本語のバイリンガル誌『ミニーノタグ（我が故郷）』を毎年発行、現在に至っている。趣味は将棋。三段の棋力を持つ。

## 著書
- 『密教とイスラーム ‐ 高野山修行記』 （東方出版、1987年）
- 『さらばネフドの嵐 ‐イスラームの神とサウジアラビア留学日本人』 （第三書館、1991年）
- 『サハラの果てに ‐ メッカを遥かに望んで』 （時事通信社、1991年）
- 『いのち永遠に ‐ 教祖中山みき』（講談社、1995年）
- 『天理教からのメッセージ』（淡交社、1995年）
- 『天理教Q&A‐ 他宗教とどう違うか』（天理教道友社、1996年）
- 『ヒトはなぜまっすぐ歩けるのか ‐ 「めまい」とバランスを科学する』 （第三書館、1996年）
- 『神よ、神よ‐ 教祖の親心もとめて』 （天理教道友社、1997年）
- 『神の世界史 イスラーム教』 （河出書房新社、1998年）
- 『神の世界史 ユダヤ教』 （河出書房新社、1998年）
- 『神の世界史 キリスト教』 （河出書房新社、1998年）
- 『ムハンマド - 神の声を伝えた男』 （春秋社、1998年）
- 『聖書の謎と真実 - 旧約&新約篇』 （PHP研究所、1999年）
- 『宗教史地図イスラーム教』 （朱鷺書房、1999年）
- 『おやさま‐ 天理教教祖中山みき伝』 （奈良新聞社、2000年）
- 『イスラム原理主義がすべてわかる本‐ 100の疑問に答える』 （講談社、2001年）
- 『アラブ炎上』 （春秋社、2002年）
- 『サダム・フセインが頑張るこれだけの理由』 （飛鳥新社、2003年）
- 『天理・比較宗教論への試み』 （天理大学出版部、2003年）
- 『いま世界の宗教は‐ 天理教とどう違うのか』 （天理教道友社、2003年）
- 『新幹線が爆破される日 ‐ アルカイダ・テロの原理を読み解く』 （飛鳥新社、2004年）
- 『消えたヤシの実一万個 - 沖縄緑化に賭けた男たち』 （養徳社、2006年）
- 『おめでたい日本人に教える虐殺の歴史』 （飛鳥新社、2007年）
- 『中国が日本を植民地にする日』 （飛鳥新社、2008年）
- 『「反日嫌韓」の謎（ENIGMA）88』 （飛鳥新社、2009年）
- 『親子で語る中東イスラーム世界と日本―テロと戦争の時代のなかで』（第三書館、2014年）
- 『血で血を洗う「イスラム国」殺戮の論理』（飛鳥新社、2015年）
- 『戦後70年日本転覆思想』（第三書館、2015年）
- 『一帯一路が中国を亡ぼす』（飛鳥支社、2019年）　電子出版
- 『中国から独立せよ　帝國日本と蒙・蔵・回』（集広舎、2021年）
- 『中国共産党　毛沢東から習近平まで異形の党の正体に迫る』（ハート出版、2023年）
- 『イスラム世界に平和はくるか』（春秋社２０２４年）

### 共著ほか
- 『めまいと文明 - 医学と宗教の対話』 （桧学との共著。ナカニシヤ出版、1994年）
- 『科学者が実感した神様の働き』 （村上和雄との共著。天理教道友社、1999年）
- 『アメリカの正義病・イスラムの原理病』 （岸田秀との共著。春秋社、2002年）
- 『日本人はなぜかくも卑屈になったのか』 （岸田秀との共著。飛鳥新社、2003年）
- 『生きる幻想・死ぬ幻想』 （岸田秀との共著。春秋社、2005年）
- 『ハシズム！─橋下維新を「当選会見」から読み解く』、『橋下徹が逃げ出す質問160』

論考を寄稿（第三書館、2012年）

### 訳書
- ジャマール・J．エリアス 『イスラーム』 （春秋社、2005年）